# Christian Heinrich Menzner
Christian Heinrich Menzner (* 8. Juni 1851 in Kreckwitz; † 25. März 1927 in Dresden) war ein deutscher Ingenieur und Komponist.

## Leben
Er war der Sohn von Christian Bruno Menzner (1816–1890) und wuchs auf dem Land auf. Den ersten Unterricht erhielt er durch Kantor und Pfarrer der Parochie, dann durch Hauslehrer. Ab 1864 besuchte er die Annenschule in Dresden, legte 1868 die Reifeprüfung ab und studierte von 1868 bis 1872 Ingenieurwissenschaften an der Technischen Hochschule in Dresden. Seine ersten Anstellungen fand der bei der Sächsischen Eisenbahnbaugesellschaft und der Deutschen Reichs- und Continentaleisenbahnbaugesellschaft. Nach bestandener Prüfung für den höheren technischen Staatsdienst trat er am 1. Februar 1877 in den Dienst der Königlich Sächsischen Staatseisenbahnverwaltung. Er wurde Leiter der Eisenbahnbauinspektion Leipzig II. Zu seinen Leistungen zählen die Vorarbeiten für die Eisenbahnlinien Aue—Adorf; Zwönitz—Stollberg; Geithain—Leipzig; Olbernhau—Komotau sowie Hainsberg—Schmiedeberg. Er war am Bau folgender Stecken beteiligt: Chemnitz—Aue—Adorf; Weimar—Gera; Schandau—Bautzen; des Putzkauer Viadukts; der Hainsberg—Rabenauer Bahn. Die Bauleitung hatte er beim Bau der Wolkenstein—Jöhstädter Bahn und der Dresdner Bahnhofsumbauten. Zuletzt trug er den Titel Oberbaurat.
Menzners Begabung für Musik, insbesondere für Gesang und das Klavierspiel, trat schon früh zu Tage. Während seiner Studienzeit gehörte er dem akademischen Gesangverein Erato an, dessen  Liedermeister Edmund Kretzschmer es durch Vorträge über Harmonie- und Kompositionslehre, verbunden mit Übungen, verstand, bei Menzner intensiveres Interesse für Musik zu wecken. In der Folge nahm Menzner an mehreren Fortbildungen teil und begann zu komponieren. So entstanden etwa 150 Lieder, mehreren Duette, Quartette, Klavierstücke und Violinstücke.

## Auszeichnungen
- Ritter des Königl. Sächs. Albrechtsordens I. Klasse